# Anguiennes
Pour l’article ayant un titre homophone, voir l'Anguienne dans le département voisin de la Charente.
L'Anguiennes est un ruisseau de 8,7 km, affluent de la Roselle sur la commune de Saint-Paul.

## Géographie
D'une longueur de 8,7 kilomètres, le ruisseau de Langienne traverse la seule commune de Saint-Paul.